# Uzundere, Çayeli

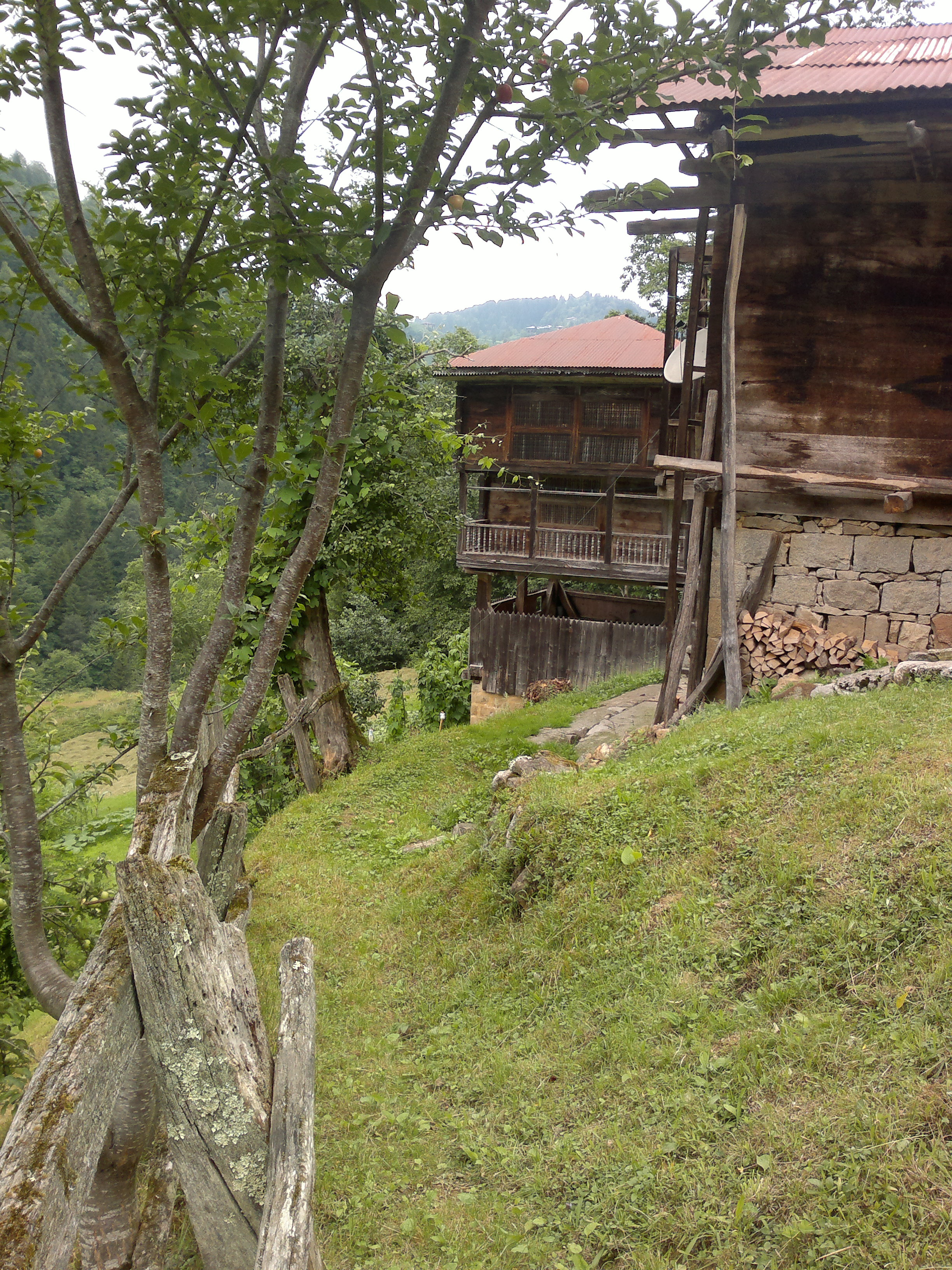
Hình ảnh Xã Uzundere, huyện Çayeli

Uzundere là một xã thuộc huyện Çayeli, tỉnh Rize, Thổ Nhĩ Kỳ. Dân số thời điểm năm 2010 là 60 người.